# Camila Merino
Camila Merino Catalán (Concepción, 21 de septiembre de 1967) es una ingeniera civil industrial, empresaria y política chilena, militante de  Evolución Política (Evópoli). Fue ministra de Estado durante el primer gobierno del presidente Sebastián Piñera, en la cartera de Trabajo y Previsión Social. Desde junio de 2021 ejerce como alcaldesa de la comuna de Vitacura para el periodo 2021-2024 y fue reelecta en ese cargo para el período 2024-2028.

## Familia y estudios
Nació en Concepción, siendo la mayor de dos hermanos. Cursó sus estudios secundarios en el Colegio Charles de Gaulle, en su ciudad natal. A los 17 años se fue a vivir a Santiago para estudiar ingeniera civil industrial en la Pontificia Universidad Católica de Chile, de la cual se tituló con mención en electricidad.
Cuenta con un Maestría en Administración de Negocios (MBA) del MIT Sloan School of Management de los Estados Unidos y también realizó estudios en el Instituto de Estudios Políticos de París, en Francia.
Está casada con Enrique Elsaca Hirmas, con quien tiene cuatro hijos. Elsaca se ha se desempeñado como vicepresidente de operaciones y servicio de LAN Airlines, y actualmente es gerente general corporativo de Cementos Bío Bío.

## Carrera profesional
En 1991 ingresó a la Sociedad Química y Minera de Chile (SQM), puesto que desempeñó por 14 años. Estuvo en diversos cargos ejecutivos. Entre ellos destaca el de vicepresidenta de administración y gerenta de servicios corporativos, recursos humanos y explotación. Por sus funciones en esa compañía minera, fue directora de la Asociación de Industriales de Antofagasta.
En diciembre de 2007 asumió la gerencia general del Metro de Santiago. Bajo este cargo lideró la expansión de las líneas 1 y 5 e implementó la Operación Expresa en la hora punta que permitió aumentar la capacidad de transporte y reducir los tiempos de viaje. 
En octubre de 2011 se incorporó como gerenta corporativa de Personas de Arauco, y en 2017 asumió como vicepresidenta de Negocio Forestal. Renunció a su cargo a fines septiembre de 2020 para emprender un nuevo camino en el sector público como candidata por Evópoli a la alcaldía de Vitacura.

## Carrera política
Es militante de Evolución Política (Evópoli) y ha participado en dicho partido desde su fundación. 
En marzo de 2010 asumió como ministra del Trabajo y Previsión Social del primer gobierno de Sebastián Piñera. Sus principales focos fueron planes de apoyo y empleo para hacer frente al terremoto del 27F de 2010 y la implementación de una mesa de trabajo para mejorar la seguridad laboral. 
En noviembre de 2020 fue proclamada como candidata a alcaldesa por el conglomerado de centro derecha, Chile Vamos, para las elecciones municipales de 2021 por Vitacura. Obtuvo un 45,78% de los votos en dicha primaria, frente a Max del Real (RN) y Pablo Zalaquett (UDI), quienes obtuvieron un 32% y un 21%, respectivamente. En la elección municipal resultó vencedora con un 56,84% de las preferencias, siendo elegida alcaldesa de Vitacura, cargo que asumió el 28 de junio de 2021, siendo la segunda mujer titular de la alcaldía, después de Patricia Alessandri en 1994.
En las elecciones municipales de octubre de 2024, Camila Merino fue reelecta como alcaldesa de Vitacura con el 81,19% de los votos, logrando de esta forma la primera mayoría en porcentaje de votos de la Región Metropolitana y el tercero a nivel nacional.

## Reconocimientos
En noviembre de 2023, fue reconocida entre las «100 Mujeres Líderes» del país, premio entregado por la organización "Mujeres Empresarias" y "El Mercurio" que busca visibilizar el trabajo de las mujeres en distintas áreas, como economía, educación y servicio público.

## Historial electoral

### Primarias municipales de 2020
- Primarias municipales de Chile Vamos de 2020, para la alcaldía de Vitacura[9]

| Candidato                        | Partido | Votos | %     | Resultado |
| -------------------------------- | ------- | ----- | ----- | --------- |
| Camila Merino Catalán            | EVO     | 5522  | 45,78 | Nominada  |
| Maximiliano del Real Mihovilovic | RN      | 3802  | 31,52 |           |
| Pablo Zalaquett Said             | UDI     | 2738  | 22,70 |           |

### Elecciones municipales de 2021
- Elecciones municipales de 2021 para la alcaldía de Vitacura[10]

| Candidato                      | Pacto                  | Partido | Votos  | %     | Resultado |
| ------------------------------ | ---------------------- | ------- | ------ | ----- | --------- |
| Camila Merino Catalán          | Chile Vamos            | EVOP    | 31 565 | 56,84 | Alcaldesa |
| Cristián Araya Lerdo de Tejada | Republicanos           | PRCh    | 17 434 | 31,39 |           |
| Darko Peric Von Bergen         | Unidos por la Dignidad | Ciu.    | 6533   | 11,76 |           |

### Elecciones municipales de 2024
- Elecciones municipales de 2024 para la alcaldía de Vitacura[11]

| Candidato               | Pacto                        | Partido         | Votos  | %     | Resultado |
| ----------------------- | ---------------------------- | --------------- | ------ | ----- | --------- |
| Camila Merino Catalán   | Chile Vamos                  | EVOP            | 49 744 | 81,19 | Alcaldesa |
| Raúl González Rodriguez | Partido Social Cristiano     | Independiente   | 5 990  | 9,78  |           |
| Juan Carlos Pettinelli  | Contigo Chile Mejor          | Partido Liberal | 3131   | 5,11  |           |
| Arturo Fernández Díaz   | Izquierda Ecologista Popular | Independiente   | 2403   | 3,92  |           |